# La Nouvelle Revue française
Pour les articles homonymes, voir NRF.
La Nouvelle Revue française (souvent abrégée par le sigle NRF) est une revue littéraire et de critique française, à l'origine mensuelle et aujourd'hui bimestrielle, fondée en novembre 1908, sur l'initiative de Charles-Louis Philippe, avec une poignée de jeunes gens passionnés parmi lesquels Jean Schlumberger, Marcel Drouin, Jacques Copeau, André Ruyters, Henri Ghéon et André Gide. Ses directeurs furent de prestigieuses personnalités  au service de la littérature comme Jacques Rivière ou Jean Paulhan.
Depuis 2008, c'est un département des éditions Gallimard.

## Historique
Le premier numéro historique de La Nouvelle Revue française paraît le 15 novembre 1908 sous la direction d'Eugène Montfort dont le groupe, proche de la revue Les Marges, s'est rapproché de celui d'André Gide, proche lui du Mercure de France et nostalgique de La Revue blanche.
Mais des dissensions naissent au sein des deux groupes à propos de la parution dans ce numéro de deux articles dont l'un critique l'œuvre de Stéphane Mallarmé et l'autre loue celle de Gabriele D'Annunzio. Le groupe de Gide s'indigne de cela (Mallarmé est vu comme un père tutélaire, D'Annunzio ne plaît pas pour ses enflures nationalistes). De ce fait, ce premier numéro n'est pas distribué.
Sous la houlette de Gide, et en accord avec Charles-Louis Philippe, est créée, avec cinq autres écrivains fondateurs dont Jean Schlumberger, l'Association de La Nouvelle Revue française (homonyme), dont Gaston Gallimard deviendra ensuite membre. L'association, largement financée par Schlumberger, décide de reprendre à son seul compte l'édition de la revue pour sortir un « second premier numéro » le 1er février 1909, marquant la naissance officielle de La NRF, à périodicité mensuelle.
Le premier siège parisien est 78, rue d'Assas, qui est l'adresse de Schlumberger. En 1911, l'adresse est à la librairie de Marcel Rivière, 31, rue Jacob ; en 1912, les locaux migrent au 35-37, rue Madame et sont beaucoup plus grands.
À ses tout débuts, la revue se démarque des conceptions littéraires des écrivains établis de l'époque (illustrées notamment par Paul Bourget et Anatole France). Deux revues servent de modèles, surtout pour Gide, à savoir L'Ermitage, dirigée par son ami Édouard Ducoté, et La Phalange.
En décembre 1909, la revue perd Charles-Louis Philippe, mort prématurément le 21. En 1910, elle crée un comptoir d’édition et engage Gaston Gallimard comme gérant ; celui-ci est nommé éditeur-gérant le 31 mai 1911 de la revue — et plus généralement d'ouvrages de librairie, sous la direction littéraire d'André Gide —, puis directeur en 1912. Jusqu'en août 1914, Gide reste le directeur littéraire. Dans l'intervalle, durant l'été 1913, le comité éditorial refuse de publier Du côté de chez Swann de Marcel Proust.
La revue cesse de paraître durant la Première Guerre mondiale.
Elle reparaît en 1919 et Gaston Gallimard confie la direction, et une certaine autonomie, à Jacques Rivière, qui avait été secrétaire de la rédaction dès avant-guerre. Gallimard investit du capital et fonde la maison d'édition « Librairie Gallimard », reprenant alors la marque de la revue et des éditions sous son nom ; La NRF devient, à partir de 1920, le fleuron des éditions Gallimard et, progressivement, la revue littéraire de référence. Elle occupe un rôle phare dans les débats de la société française de l'entre-deux-guerres, publiant notamment les premiers textes d'André Malraux et de Jean-Paul Sartre.
La revue s'interrompt en juin 1940 avec la défaite de l'armée française, et reparaît en décembre sous la direction de Pierre Drieu la Rochelle, privée de ses auteurs juifs et communistes. Gaston Gallimard a en effet négocié auprès d'Otto Abetz la reparution de la revue contre la garantie de l'autonomie de sa maison d'édition. Elle compromet alors son nom auprès des autorités occupantes, cette situation perdurant jusqu'en 1943 : la revue s'arrête, car Drieu a démissionné et Gaston Gallimard refuse de continuer à la publier sous les ordres d'un collaborateur tel que Ramon Fernandez.
Interdite après la libération de la France, en novembre 1944, pour collaborationisme, elle reparaît à partir de 1953 sous la double impulsion de Jean Paulhan et de Marcel Arland et prend le nom de Nouvelle Nouvelle revue française [sic], pendant quelques années.
Si, peu à peu, La Nouvelle Revue française a perdu une part de son influence, elle reste une institution qui a servi de modèle à de nombreuses revues littéraires créées depuis. Longtemps mensuelle,  devenue trimestrielle en 1999, elle est coordonnée par Michel Braudeau durant 12 ans. À partir de 2011, elle publie principalement un dossier thématique trimestriel que dirigent un ou deux écrivains différents à chaque numéro. Cette formule s'arrête à la fin 2014.
En janvier 2015, Antoine Gallimard relance la revue, avec un numéro de 120 pages tous les deux mois et propose une version numérique. La direction en est confiée à Michel Crépu,.
En juin 2022, Maud Simonnot, écrivaine et éditrice, arrive à la direction de la revue. Celle-ci est publiée deux fois par an à compter de septembre 2022. En septembre 2023, à la suite du départ de Maud Simonnot pour les éditions du Seuil, Olivia Gesbert, journaliste et anciennement productrice d’émissions culturelles sur France Culture, est nommée rédactrice en chef de la revue.

### Direction de la revue
- 1908 : Eugène Montfort (un seul numéro)
- 1909-1912 : André Gide (nouvelle série)
- 1912-1913 : Jacques Copeau
- 1914-1918 : interruption de la publication due à la guerre
- 1919-1925 : Jacques Rivière
- 1925-1940 : Gaston Gallimard puis Jean Paulhan
- 1940-1943 : Pierre Drieu la Rochelle
- 1944-1953 : cessation de parution pour faits de collaboration
- 1953-1968 : Jean Paulhan et Marcel Arland
- 1968-1977 : Marcel Arland
- 1977-1987 : Georges Lambrichs
- 1987-1996 : Jacques Réda
- 1996-1999 : Bertrand Visage
- 1999-2010 : Michel Braudeau
- 2011-2014 : Antoine Gallimard, Philippe Forest et Stéphane Audeguy
- 2015-2022 : Michel Crépu
- 2022-2023 : Maud Simonnot
- Depuis 2023 : Olivia Gesbert[10]

## Sélection d'auteurs
Parmi les auteurs de la NRF se trouvent quelques-unes des grandes plumes du XXe siècle : Guillaume Apollinaire, Saint-John Perse, Louis Aragon, Gabriel Bounoure, Jean Clair, Paul Claudel, Benjamin Crémieux, Pierre Drieu la Rochelle, René Kalisky, Robert Desnos, Michel Déon, Claude Esteban, André Gide, Jean Grosjean, Valery Larbaud, J. M. G. Le Clézio, Roger Martin du Gard, Kenzaburō Ōe, Jean Paulhan, Francis Ponge, Marcel Proust, Antoine de Saint-Exupéry, Jacques Rivière, Romain Rolland, André Suarès, Albert Thibaudet, Paul Valéry, Pierre Drieu la Rochelle, Jean-Paul Sartre, Jules Supervielle, Henry Bouillier, Alain-Fournier, André Spire, Francis Carco, etc.
Mais aussi des écritures contemporaines comme celles de : Jean Revol, Paul Greveillac, Muriel Barbery, Jacques Chessex, Maurice G. Dantec, Marie NDiaye, Sin Wai Kin, etc.

#### Archives
- La Nouvelle Revue française sur Internet Archive :

La NRF, vol. 1, février 1909, 120 p. (lire en ligne).
La NRF, vol. 1, mars 1909, 128 p. (lire en ligne).
La NRF, vol. 1, mai 1909, 88 p. (lire en ligne).
La NRF, vol. 1, juillet 1909, 88 p. (lire en ligne).
La NRF, vol. 1, septembre 1909, 80 p. (lire en ligne).
La NRF, vol. 1, novembre 1909, 112 p. (lire en ligne).
La NRF, vol. 1, décembre 1909, 96 p. (lire en ligne).
La NRF, janvier 1910, 146 p. (lire en ligne).
La NRF, vol. 3, 1910, 822 p. (lire en ligne).
La NRF, vol. 5, 1911, 920 p. (lire en ligne).
La NRF, vol. 7, 1912, 1122 p. (lire en ligne).
La NRF, vol. 8, 1912, 1146 p. (lire en ligne).
La NRF, vol. 11, 1914, 1116 p. (lire en ligne).
La NRF, vol. 12, 1914, 364 p. (lire en ligne).
La NRF, vol. 13, juin 1919, 1142 p. (lire en ligne).
La NRF, vol. 14, 1920, 952 p. (lire en ligne).
La NRF, vol. 15, 1920, 990 p. (lire en ligne).
La NRF, vol. 16, 1921, 816 p. (lire en ligne).
La NRF, vol. 17, 1921, 796 p. (lire en ligne).
La NRF, vol. 18, 1922, 770 p. (lire en ligne).
La NRF, vol. 19, 1922, 786 p. (lire en ligne).
- « Autres numéros de la revue », sur lanrf.fr (consulté le 16 avril 2025).